# Erica physantha
Erica physantha är en ljungväxtart som beskrevs av George Bentham. Erica physantha ingår i släktet klockljungssläktet, och familjen ljungväxter. Inga underarter finns listade i Catalogue of Life.